# Linsmeel
Linsmeel (Frans: Linsmeau, Waals: Lîsmea) is een dorp in de Belgische provincie Waals-Brabant en een deelgemeente van Hélécine.

## Etymologie
In 1187 werd de plaats vermeld als Linsemel, in 1198 als Linsemel en Linsimel. In 1225 verschijnt de spelling Lisemeal in de bronnen.
Volgens sommigen is Linsmeau met een Romaanse verkleiningsuitgang afgeleid van Lincent, de Franse naam van Lijsem. Linsmeel zou dus "Klein-Lijsem" betekenen. De grondvorm Lijsem zelf is een Germaanse naam, samengesteld uit de vleivorm Lindso + haima, ofwel "woning van Lindso".

## Geschiedenis
De heerlijkheid van het dorp werd rond het jaar 1000 opgericht en lag in het Hertogdom Brabant. De verschillende opeenvolgende heren verbleven op het plaatselijk kasteel. In 1466 brandde Linsmeel af tijdens de oorlog tussen Bourgondië en het prinsbisdom Luik. Tijdens de Slag bij Neerwinden in 1693 werden het kasteel en de kerk leeggeplunderd.
Bij het ontstaan van de gemeenten in 1795 werd het dorp een zelfstandige gemeente. Na het Concordaat van 1801 werd de parochie echter opgeheven en bij Opheylissem gevoegd, maar in 1839 werd Linsmeel terug een zelfstandige parochie.
In 1824 verloor ook de gemeente haar zelfstandigheid en werd ze samen met Noduwez samengevoegd tot de fusiegemeente Noduwez-Linsmeau. Linsmeel werd echter opnieuw een zelfstandige gemeente in 1893.
Tijdens de Eerste Wereldoorlog werden er zware vernielingen aangericht in het dorp. Op 10 augustus 1914 werden er verscheidene pachthoeven en huizen leeggeplunderd en platgebrand en vielen hierbij 18 doden.
Bij de fusiegolf van 1977 werd Linsmeel opnieuw opgeheven. Vanaf dan vormt de plaats tezamen met Neerheylissem en Opheylissem de fusiegemeente Hélécine.

## Bezienswaardigheden
- De Chapelle Notre-Dame de la Colombe (Onze-Lieve-Vrouw van de Duif) is een betreedbare kapel van 1721, gebouwd in Gobertangesteen. Voordien was er al een kapel van 1327, gebouwd in opdracht van de plaatselijke heer Jan van Raatshoven. In 1980 werd de kapel met haar omgeving beschermd als monument en als landschap.
- Het Kasteel van Linsmeau, grotendeels gebouwd in lokale tufsteen, stamt uit de 14e eeuw en werd in de daaropvolgende eeuwen herhaaldelijk gemoderniseerd en uitgebreid. Het heeft enkele opvallende massieve torens.
- De Sint-Pieter en Pauluskerk (Église Saints-Pierre-et-Paul) heeft een romaanse toren. De kerk werd in 1774 gebouwd door de Abdij van Heylissem tegen de overgebleven toren van de vroegere kerk.
- De pastorie dateert van 1849.

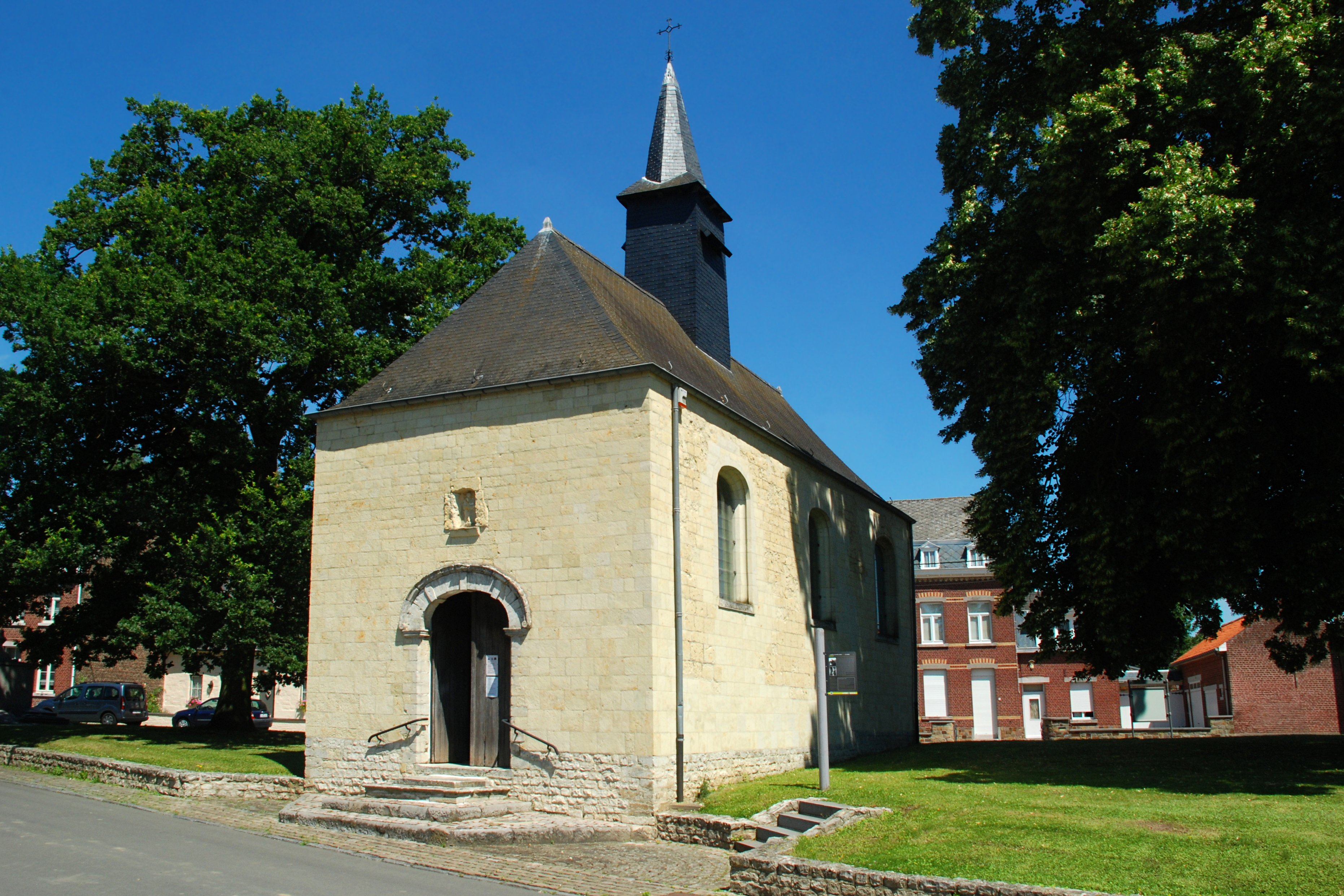
Kapel Onze-Lieve-Vrouw van La Colombe
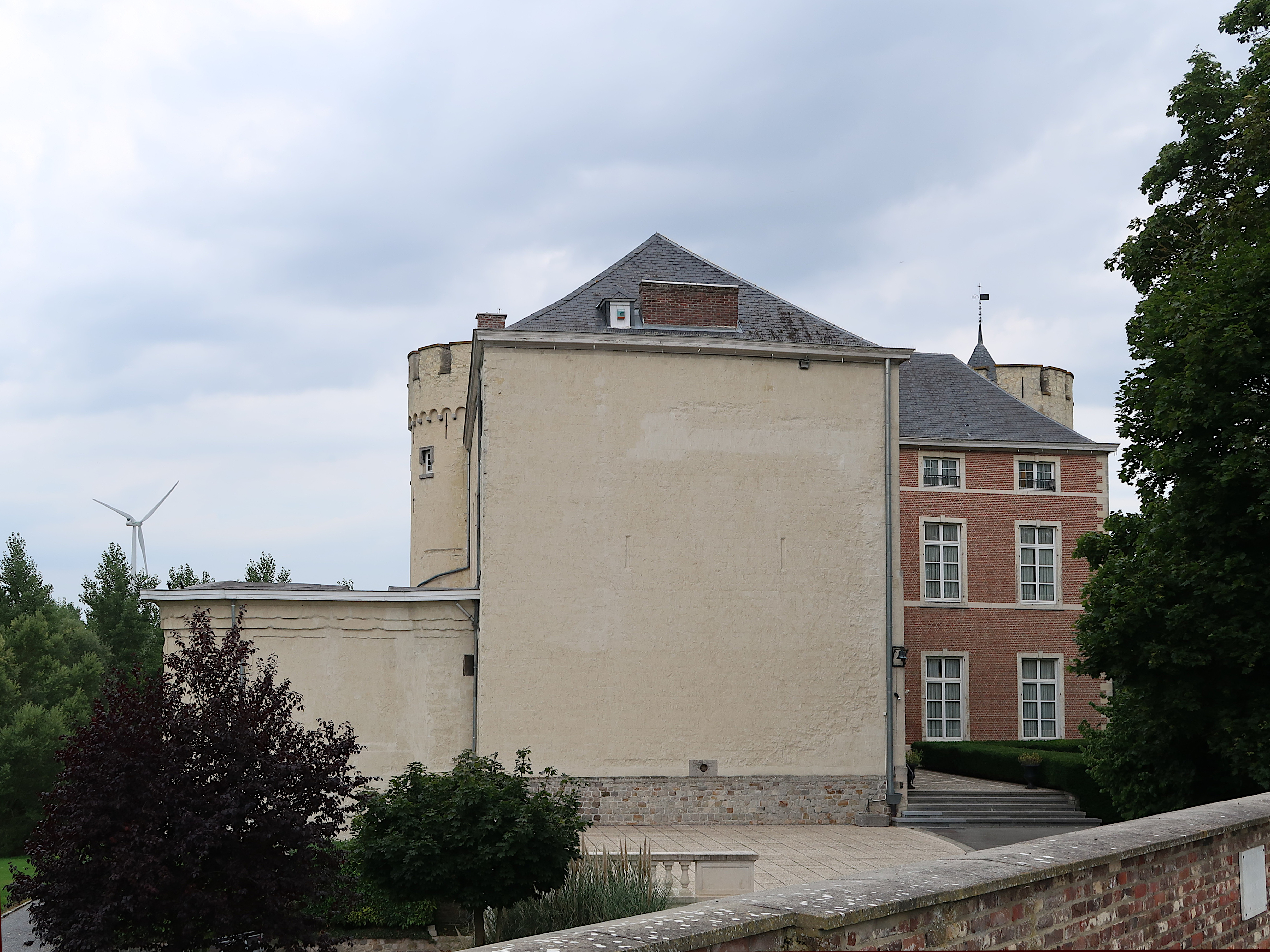
Kasteel van Linsmeau

## Natuur en landschap
Linsmeel ligt in het oosten van de gemeente Hélécine aan de taalgrens. De dorpskom ligt aan de N64, de weg van Tienen naar Hannuit. De Kleine Gete stroomt ten zuiden van de dorpskom. Linsmeel is een landbouwdorp in Droog-Haspengouw met vooral akkerbouw. De hoogte aan de kerk bedraagt 66 meter.

## Demografische ontwikkeling
- Bronnen:NIS, Opm:1831 tot en met 1970=volkstellingen, 1976= inwonersaantal op 31 december
- 1900: Afsplitsing van Noduwez in 1893

## Nabijgelegen kernen
Raatshoven, Opheylissem, Pellen, Lijsem
Deelgemeenten: Linsmeel · Neerheylissem · Opheylissem

Overige plaats: Hamme

Belgische gemeenten · Arrondissement Nijvel · Waals-Brabant · Wallonië